# J.E. Gnudtzmann
Johannes Emil Gnudtzmann (17. november 1837 – 14. april 1922) var en dansk arkitekt og professor, far til Kaj Gnudtzmann.
Gnudtzmann fortsatte Johan Daniel Herholdts kunstneriske indstilling, ikke uden en vis selvstændighed, men tørt. Hans dekorering af murværk med glasursten og fliser skabte en tid mode og bidrog i hvert fald til at trænge stukarkitekturen tilbage. Som praktiker var Gnudtzmann en dygtighed. Hans lette gitterkonstruktioner af træ på Helsingør Skibsværft inspirerede sammen med Herholdts tømmerkonstruktion over Hovedbanegården Martin Nyrop til hans konstruktion af udstillingbygningen i 1888. Han har udgivet en lærebog i husbygning (1888). 

## Uddannelse
Polyteknisk eksaminand 1855, Sekondløjtnant i Artilleriets Krigsreserve 1862-1864, polyteknisk eksamen som arkitekt 1865 (den eneste, der nogen sinde gik op til denne eksamen), optaget på Kunstakademiet januar 1859, afgang marts 1866, frekventerede juni 1866 dekorationsklasse. Medarbejder hos Christian Hansen og Johan Daniel Herholdt, for denne sidste som konduktør ved Nationalbanken. 

## Stipendier
- Kunstakademiets stipendium 1871

## Udstillinger
- Charlottenborg 1869-1872
- Den nordiske Industri- og Konstudstilling i Kjøbenhavn 1872
- Den Nordiske Industri-, Landbrugs- og Kunstudstilling i Kjøbenhavn 1888
- Rådhusudstillingen 1901

## Udmærkelser
- Ridder af Dannebrog 1889
- Titulær professor 1909

## Embeder og hverv
- Assistent hos Herholdt i husbygning på Polyteknisk Læreanstalt, docent efter samme 1876-1909
- Medlem af bestyrelsen i Teknisk Forening 1877-1907 samt af foreningens Tidsskriftudvalg
- Medlem af Københavns Bygningskommission 1885-1889
- Medlem af Det særlige Kirkesyn 1887-1906
- Medlem af Kontrolkomiteen for Kunstmuseer 1889-1897
- Medlem af Bestyrelsen for Statsprøveanstalten 1896-1908

## Værker
- Sankt Pauls Kirke, Adelgade, København (1872-77, 2. præmie 1869)
- Ombygning af Vor Frue Kirke, Aalborg (1877-78)
- Beboelsesbygning, Colbjørnsensgade 3, København (1880)
- Øster Hassing Kirke (1880)
- Absalonsgade 3, København (1880)
- Bygninger til Helsingør Skibsværft (1880'erne)
- Pakhus, Fredericiagade, København (1882)
- Vesterbrogade 38, København (1882)
- Hotel Korsør, Korsør (1882)
- Kommuneskole i Korsør (1883)
- Sparekasse med dommerkontor, Korsør (1884-85)
- Skolebygning, Lundegade, Helsingør (1885-86, 1898, 1901)
- Marie Kruses Skole, Frederiksberg Allé 16, Frederiksberg (1886)[1]
- Handelsgartner Christian Frederik Hintzes villa, Vesterbrogade 148, København (1887, vinduer ændret)
- Direktørbolig for Aluminia, Smallegade 47, Frederiksberg (1889)
- Genopførelse af hovedbygning til Jonstrup Seminarium (efter brand 1889)
- Ombygning, bl.a. forlængelse af hovedbygning til Landbohøjskolen, Bülowsvej, Frederiksberg (1892-95)
- Kontor-, vagtstue- og anatomibygning, Landbohøjskolen (fra 1892)
- Vejle Latinskole (1893-94)
- Helsingør Latin- og Realskole, Kongevejen (1897)
- Fattiggård og økonomibygning ved Øresundshospitalet, Helsingør (1900)
- Teknisk Skole i Helsingør (1901)
- Tilbygning til Polyteknisk Læreanstalt, Øster Farimagsgade, København (1904-06)
- Epidemihus ved Øresundshospitalet, Helsingør (1906)
- Helsingør Tinghus, Slagtetorvet (1907)

### Skriftlige arbejder
- Lærebog i Husbygning, 1888.